# Helmut Kyrieleis
Helmut Kyrieleis (* 10. Januar 1938 in Hamburg) ist ein deutscher Klassischer Archäologe.

## Leben
Der Sohn des Augenarztes und Professors Werner Kyrieleis wurde 1965 in Marburg mit einer Arbeit Throne und Klinen promoviert und habilitierte 1972 über Bildnisse der Ptolemäer an der Universität Bonn, wo er 1974 zum außerplanmäßigen Professor ernannt wurde. Zwischen 1972 und 1974 war er Erster Direktor an der Zentrale des Deutschen Archäologischen Instituts (DAI) und leitete von 1975 bis 1988 die Abteilung Athen des DAI. Von 1988 bis 2003 war er Präsident des DAI.
Von 1976 bis 1984 leitete Kyrieleis die deutschen Ausgrabungen im Heraion von Samos und anschließend ab 1985 die Ausgrabungen in Olympia.
Kyrieleis ist Ehrendoktor der Universität Athen und korrespondierendes Mitglied der Akademien der Wissenschaften in Athen und Tiflis.